# 総務庁
総務庁（そうむちょう、英: Management and Coordination Agency）は、かつて存在した日本の行政機関。各行政機関の機構・定員・運営や各行政機関に対する監察、恩給、国勢調査等の統計、青少年対策、北方領土対策等に関する業務を行った。長は国務大臣である総務庁長官。

## 前史・沿革
- 1982年7月30日、第二次臨時行政調査会（第2次臨調）は総合管理庁（仮称）の設置構想を提言

総理府人事局を行政管理庁に移管し、行政機関の人事・組織・定員管理を一元化する構想。
- 1983年7月15日、自由民主党行財政調査会の橋本龍太郎会長が総務庁設置を内容とする「橋本試案」を政府に提示

総理府人事局のほか恩給局も広義の人事担当部局として移管の対象とし、賞勲局は内閣に移管、総理府は統計局が主体の組織とする。
- 1983年9月2日、総務庁設置を閣議了解

臨調提言や橋本案と異なり、人事・恩給の両局以外に統計局も新設庁に合流させる内容。
新設庁での総理府出身者の発言力低下を不安視した総理府サイドが巻き返し、大部隊の統計局なども移管の対象に含めたもの。
- 1984年7月1日、総理府の外局として総務庁発足

母体となったのは行政管理庁（全体）と、総理府の大半（人事局・恩給局・統計局・北方対策本部・青少年対策本部・交通安全対策室など）である。
- 2001年1月6日、中央省庁再編により、総務省発足

総務庁は、郵政省・自治省と共に総務省へ統合される。
ただし、総務庁の所掌事務のうち、特定施策の総合調整部門は内閣府に移管される。

## 統合時の組織
- 内部局
  - 長官官房
    - 秘書課
    - 総務課
    - 会計課
    - 企画課
    - 交通安全対策室
    - 高齢対策室
    - 地域改善対策室

  - 人事局
    - 企画調整課
    - 高齢対策課
    - 参事官

  - 行政管理局
    - 企画調整課
    - 行政情報システム企画課
    - 管理官

  - 行政監察局
    - 企画調整課
    - 行政相談課
    - 監察官

  - 恩給局
    - 総務課
    - 経理課
    - 審議課
    - 第一課
    - 第二課
    - 業務課

  - 統計局
    - 総務課
    - 統計情報課
    - 統計基準部
      - 統計企画課
      - 国際統計課
      - 統計審査官

    - 統計調査部
      - 国勢統計課
      - 労働力統計課
      - 経済統計課
      - 消費統計課
- 外局
  - 青少年対策本部
  - 北方対策本部

## 国務大臣総務庁長官
- 辞令のある再任は代として数え、辞令のない留任は数えない。
- 事務取扱・事務代理は長官を欠いた場合のみ記載し、海外出張等の一時不在代理は記載しない。

| 代 | 氏名       | 内閣                           | 在任期間                       | 備考                                              |
| -- | ---------- | ------------------------------ | ------------------------------ | ------------------------------------------------- |
| 01 | 後藤田正晴 | 第2次中曽根内閣                | 1984年7月1日 - 1985年12月28日  |                                                   |
| 01 | 後藤田正晴 | 第2次中曽根改造内閣            | 1984年7月1日 - 1985年12月28日  |                                                   |
| 02 | 江﨑真澄   | 第2次中曽根再改造内閣          | 1985年12月28日 - 1986年7月22日 |                                                   |
| 03 | 玉置和郎   | 第3次中曽根内閣                | 1986年7月22日 - 1987年1月25日  | 在任中に死去                                      |
| -  | 後藤田正晴 | 第3次中曽根内閣                | 1987年1月25日 - 26日           | 内閣官房長官による事務代理                        |
| 04 | 山下徳夫   | 第3次中曽根内閣                | 1987年1月26日 - 11月6日        |                                                   |
| 05 | 高鳥修     | 竹下内閣                       | 1987年11月6日 - 1988年12月27日 |                                                   |
| 06 | 金丸三郎   | 竹下改造内閣                   | 1988年12月27日 - 1989年6月3日  |                                                   |
| 07 | 池田行彦   | 宇野内閣                       | 1989年6月3日 - 8月10日         |                                                   |
| 08 | 水野清     | 第1次海部内閣                  | 1989年8月10日 - 1990年2月28日  |                                                   |
| 09 | 塩崎潤     | 第2次海部内閣                  | 1990年2月28日 - 12月29日       |                                                   |
| 10 | 佐々木満   | 第2次海部改造内閣              | 1990年12月29日 - 1991年11月5日 |                                                   |
| 11 | 岩崎純三   | 宮沢内閣                       | 1991年11月5日 - 1992年12月12日 |                                                   |
| 12 | 鹿野道彦   | 宮沢改造内閣                   | 1992年12月12日 - 1993年8月9日  |                                                   |
| 13 | 石田幸四郎 | 細川内閣                       | 1993年8月9日 - 1994年4月28日   |                                                   |
| -  | 羽田孜     | 羽田内閣                       | 1994年4月28日                  | 内閣総理大臣による事務取扱                        |
| 14 | 石田幸四郎 | 羽田内閣                       | 1994年4月28日 - 6月30日        |                                                   |
| 15 | 山口鶴男   | 村山内閣                       | 1994年6月30日 - 1995年8月8日   |                                                   |
| 16 | 江藤隆美   | 村山改造内閣                   | 1995年8月8日 - 11月13日        | 失言により引責辞任                                |
| -  | 村山富市   | 村山改造内閣                   | 1995年11月13日 - 14日          | 内閣総理大臣による事務取扱                        |
| 17 | 中山正暉   | 村山改造内閣                   | 1995年11月14日 - 1996年1月11日 |                                                   |
| 18 | 中西績介   | 第1次橋本内閣                  | 1996年1月11日 - 11月7日        |                                                   |
| 19 | 武藤嘉文   | 第2次橋本内閣                  | 1996年11月7日 - 1997年9月11日  | 中央省庁改革等担当を兼務                          |
| 20 | 佐藤孝行   | 第2次橋本改造内閣              | 1997年9月11日 - 22日           | 中央省庁改革等担当を兼務 世論の批判に押されて辞任 |
| 21 | 小里貞利   | 第2次橋本改造内閣              | 1997年9月22日 - 1998年7月29日  | 中央省庁改革等担当                                |
| 22 | 太田誠一   | 小渕内閣                       | 1998年7月29日 - 1999年10月5日  | 中央省庁改革等担当を兼務                          |
| 22 | 太田誠一   | 小渕第1次改造内閣              | 1998年7月29日 - 1999年10月5日  | 中央省庁改革等担当を兼務                          |
| 23 | 続訓弘     | 小渕第2次改造内閣              | 1999年10月5日 - 2000年12月5日  | 中央省庁改革等担当を兼務                          |
| 24 | 続訓弘     | 第1次森内閣                    | 1999年10月5日 - 2000年12月5日  | 中央省庁改革等担当を兼務                          |
| 25 | 続訓弘     | 第2次森内閣                    | 1999年10月5日 - 2000年12月5日  | 中央省庁改革等担当を兼務                          |
| 26 | 片山虎之助 | 第2次森改造内閣 （省庁再編前） | 2000年12月5日 - 2001年1月6日   | 郵政大臣、自治大臣による兼務                      |

## 総務政務次官
| 氏名             | 在任期間                        | 備考                   |
| ---------------- | ------------------------------- | ---------------------- |
| 堀内光雄         | 1984年7月1日 - 1984年11月2日    |                        |
| 岸田文武         | 1984年11月2日 - 1985年12月29日  |                        |
| 船田元           | 1985年12月29日 - 1986年7月23日  |                        |
| 近岡理一郎       | 1986年7月23日 - 1987年11月10日  |                        |
| 熊川次男         | 1987年11月10日 - 1988年12月28日 |                        |
| 加藤卓二         | 1988年12月28日 - 1989年6月4日   |                        |
| 若林正俊         | 1989年6月4日 - 1990年2月29日    |                        |
| 虎島和夫         | 1990年2月29日 - 1990年12月29日  |                        |
| 井上喜一         | 1990年12月29日 - 1991年11月6日  |                        |
| 遠藤武彦         | 1991年11月6日 - 1992年12月26日  |                        |
| 尾辻秀久         | 1992年12月26日 - 1993年8月12日  |                        |
| 小池百合子       | 1993年8月12日 - 1994年5月10日   |                        |
| 石井紘基         | 1994年5月10日 - 1994年7月1日    |                        |
| 宮路和明         | 1994年7月1日 - 1995年8月10日    |                        |
| 塩谷立           | 1995年8月10日 - 1996年1月12日   |                        |
| 赤城徳彦         | 1996年1月12日 - 1996年11月8日   |                        |
| 野田実           | 1996年11月8日 - 1997年9月12日   |                        |
| 熊代昭彦         | 1997年9月12日 - 1998年7月31日   |                        |
| 阿部正俊         | 1998年7月31日 - 1999年10月6日   |                        |
| 総務総括政務次官 |                                 |                        |
| 持永和見         | 1999年10月6日 - 2000年7月4日    |                        |
| 海老原義彦       | 2000年7月4日 - 2000年12月6日    |                        |
| 遠藤和良         | 2000年12月6日 - 2001年1月6日    | 自治総括政務次官を兼務 |

## 総務事務次官
| 氏名       | 在任期間              | 出身庁              | 前職             | 退任後の役職                              |
| ---------- | --------------------- | ------------------- | ---------------- | ----------------------------------------- |
| 山地進     | 1984.7.1 - 1985.5.14  | 運輸省              | 総理府総務副長官 | 日本航空社長、会長                        |
| 門田英郎   | 1985.5.14 - 1986.7.11 | 行政管理庁          | 長官官房長       |                                           |
| 藤江弘一   | 1986.7.11 - 1988.5.2  | 自治庁              | 長官官房長       | 参議院議員                                |
| 古橋源六郎 | 1988.5.2 - 1989.7.3   | 大蔵省              | 長官官房長       | 国家公務員等共済組合連合会理事長          |
| 山本貞雄   | 1989.7.3 - 1990.7.3   |                     | 行政監察局長     | 京セラ専務 跡見学園女子大学教授           |
| 百崎英     | 1990.7.3 - 1991.7.23  | 行政管理庁          | 行政管理局長     |                                           |
| 石川雅嗣   | 1991.7.23 - 1992.7.10 |                     | 人事局長         | 新東京国際空港公団監事                    |
| 山田馨司   | 1992.7.10 - 1993.6.29 | 総理府              | 人事局長         |                                           |
| 増島俊之   | 1993.6.29 - 1994.7.15 |                     | 行政管理局長     | 中央大学総合政策学部教授                  |
| 八木俊道   | 1994.7.15 - 1995.6.30 | 調達庁、 行政管理庁 | 行政管理局長     | 行政改革会議事務局次長 日本大学法学部教授 |
| 杉浦力     | 1995.6.30 - 1996.7.30 | 総理府              | 人事局長         | 会計検査院長                              |
| 池ノ内祐司 | 1996.7.30 - 1997.7.15 |                     | 人事局長         |                                           |
| 陶山晧     | 1997.7.15 - 1999.7.13 |                     | 行政管理局長     |                                           |
| 菊池光興   | 1999.7.13 - 2001.1.5  | 総理府              | 長官官房長       | 国立公文書館長                            |